# 南區 (蔚山廣域市)
南區（：／ Nam gu */?）是大韓民國蔚山廣域市的一個行政區，位於市中部、太和江以南，南臨蔚山灣。面積72.06平方公里，2014年人口353,362人。下分14洞。
1985年設區。

## 交通
- 東海南部線、蔚山高速公路經過。

## 姐妹城市
- 大韓民國首爾瑞草區
- 中华人民共和国遼寧省遼陽市